# 라온문화재연구원
라온문화재연구원
은 문화재의 보존․보호, 관리, 조사, 발굴 및 활용을 통하여 문화재를 보존하고 창조적으로 개발하기 위하여 2022년 3월 12일 설립된 문화체육관광부 소관의 재단법인이다. 사무실은 경기도 화성시 정남면 발안로 1227-2, 보화빌딩 2,3층에 있다.
주요 사업
-문화재의 연구활동 및 자료발간
-문화재지표조사 및 현황조사
-문화재발굴조사 및 보존사업
-문화재에 대한 자문 및 위탁
-문화재 조사 인력 양성 및 재교육
외부 링크

외부 링크
-문화재청 https://www.cha.go.kr/main.html